# Districtul Sopron
Sopron (în maghiară Soproni járás) este un district în județul Győr-Moson-Sopron, Ungaria.
Districtul are o suprafață de 867,75 km2 și o populație de 103.033 locuitori (2013).